# USS John F. Kennedy (CVN-79)
Pour les autres navires du même nom, voir USS Kennedy.
L’USS John F. Kennedy (CVN-79) est un  porte-avions américain, deuxième de la classe Gerald R. Ford. Sa mise en chantier a débuté en 2011 et après plusieurs retards, le navire a été lancé en octobre 2019. Sa mise en service était prévue pour juillet 2025. Mais en juillet 2025, la mise en service est reportée de 2 ans. Elle devrait avoir lieu en mars 2027.

## Baptême
Le 7 décembre 2007, jour du 66e anniversaire de l'attaque de Pearl Harbor, Harry Mitchell représentant de l'Arizona au Congrès avait proposé de le baptiser USS Arizona. Une autre proposition fut Barry M. Goldwater en l'honneur de Barry Goldwater, sénateur de l'Arizona. Finalement, le département de la défense a annoncé le 29 mai 2011 que le nom retenu serait John F. Kennedy, en mémoire de John Fitzgerald Kennedy (1917-1963), 35e président des États-Unis qui servit dans l’US Navy durant la Seconde Guerre mondiale. Cinquième navire à porter un nom de la famille Kennedy, deuxième porte-avions de ce nom, il remplacera l'USS Nimitz (CVN-68), en service depuis 1975.

## Construction

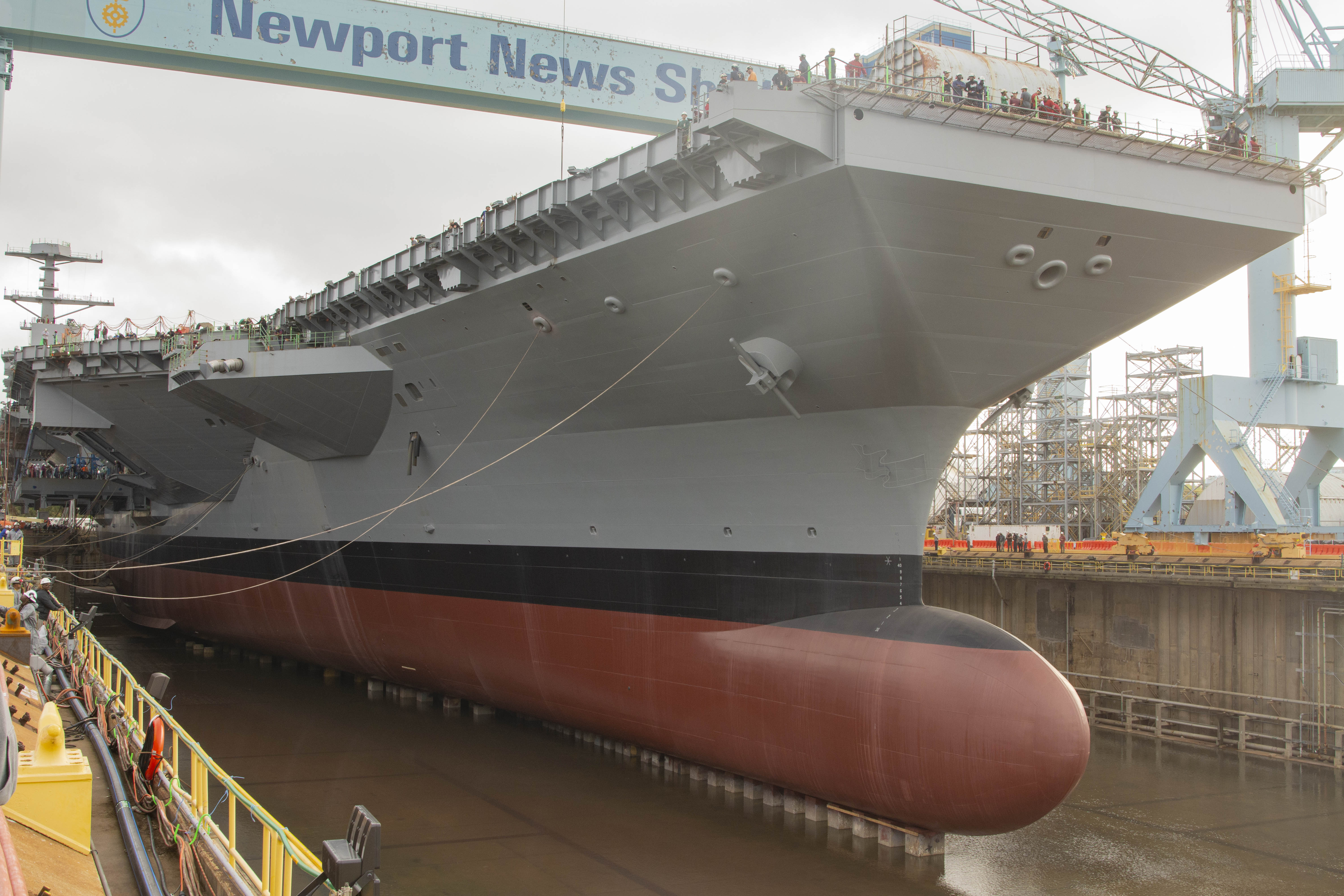
Le John F. Kennedy en chantier le 29 octobre 2019.

En janvier 2009, le chantier Northrop Grumman Shipbuilding a été choisi pour ce contrat d'un montant de 374 millions de dollars.
La construction effective a démarré officiellement le 25 février 2011, après la cérémonie de « découpe de la première tôle » au chantier de Newport News. La pose de la quille se fait le 22 août 2015. Le lancement de ce navire a lieu le 7 décembre 2019,. Des retards font reculer la date prévue d'entrée en service de deux ans.